# Marie-Claire Nolin
 (janvier 2018).
Si vous disposez d'ouvrages ou d'articles de référence ou si vous connaissez des sites web de qualité traitant du thème abordé ici, merci de compléter l'article en donnant les références utiles à sa vérifiabilité et en les liant à la section « Notes et références ».
Marie-Claire Nolin est une comédienne québécoise née à Montréal et décédée à Mont-St-Gabriel, dans Les Laurentides, le 21 février 1972. Elle était âgée de 25 ans.
Elle est la sœur de Patricia Nolin.
Dans les émissions jeunesse de Radio-Canada, elle a interprété le rôle de Gazelle dans La Souris verte et de Jojo-les-bras-blancs dans Bidule de Tarmacadam.
Extrait de Ici Radio-Canada - horaire hebdomadaire, semaine du 25 au 31 octobre 1969, page 6 :
« [...] c'est Marie-Claire Nolin. 20 ans, née à Montréal, elle a étudié le théâtre trois ans à la Comédie de l'Est de Strasbourg, en France. Sur la scène, elle fut de Une bonne soirée, une improvisation collective; aussi du Système Ribaldier de Feydeau. Elle vient de terminer un film avec Marcel Carrière (sortie probable en novembre). A la télévision, l’année dernière, elle fut Gazelle, de la Souris verte, l'anti-Jojo-les-bras-blancs. Preuve que Marie-Claire Nolin a plusieurs cordes à son arc. Nous la verrons prochainement dans la trilogie de Michel Tremblay: Trois petits tours, aux Beaux Dimanches. En attendant, Jojo la terreur amuse beaucoup les enfants de Tarmacadam. »
Elle est principalement connue pour son rôle dans le film de Marcel Carrière ST-DENIS DANS LE TEMPS... et le téléroman Le Paradis terrestre.
Elle incarne sur scène le rôle de Linda Lauzon, fille de Germaine, lors de la deuxième reprise de la pièce de Michel Tremblay Les belles-sœurs, en mai 1971 (Théâtre du Rideau vert).